# آداچی موریناگا
آداچی موریناگا (به ژاپنی: 安達 盛長 Adachi Morinaga); ۱ ژانویهٔ ۱۱۳۵ – ۹ ژوئن ۱۲۰۰) یک سامورایی اهل ژاپن از خاندان آداچی بود؛ که همراه میناموتو نو یوریتومو با خاندان تایرا جنگید. وی از وقتی یوریتومو در ولایت ایزو بود از یوریتومو حمایت می‌کرد. بعد از پایان یافتن جنگ‌ها وی یک راهب شد و نام «رنسای» را برگزید. دختر وی همسر اصلی میناموتو نو نوری یوری، برادر کوچکتر میناموتو نو یوریتومو بود. 